# ヒルナンシアン
| 累代        | 代     | 紀           | 基底年代 Mya |
| ----------- | ------ | ------------ | ------------ |
| 顕生代      | 新生代 | 第四紀       | 2.58         |
| 顕生代      | 新生代 | 新第三紀     | 23.03        |
| 顕生代      | 新生代 | 古第三紀     | 66           |
| 顕生代      | 中生代 | 白亜紀       | 145          |
| 顕生代      | 中生代 | ジュラ紀     | 201.3        |
| 顕生代      | 中生代 | 三畳紀       | 251.902      |
| 顕生代      | 古生代 | ペルム紀     | 298.9        |
| 顕生代      | 古生代 | 石炭紀       | 358.9        |
| 顕生代      | 古生代 | デボン紀     | 419.2        |
| 顕生代      | 古生代 | シルル紀     | 443.8        |
| 顕生代      | 古生代 | オルドビス紀 | 485.4        |
| 顕生代      | 古生代 | カンブリア紀 | 541          |
| 原生代      | 原生代 | 原生代       | 2500         |
| 太古代      | 太古代 | 太古代       | 4000         |
| 冥王代      | 冥王代 | 冥王代       | 4600         |
| 1. 2. 3. 4. |        |              |              |

ヒルナンシアン（英: Hirnantian）は、国際層序委員会によって定められた地質学用語である、地質時代名の一つ。4億4520万年前（誤差140万年）から4億4380万年前（誤差150万年）にあたる、オルドビス紀の最後の期である。前の期は後期オルドビス紀を三分した中期であるカティアン、次の期はシルル紀の最初の期ラッダニアン。日本語ではヒルナント期とも呼ばれる。
ヒルナンティアンは寒冷な時代であり、当時の南極点付近に位置していたゴンドワナ大陸からは氷床の存在が確認されている。

## 命名と歴史
ヒルナンシアン階は1933年にB・B・バンクロフトが導入した。バンクロフトが提唱した際、ヒルナンシアン階にはヒルナント石灰岩や関連する堆積層が含まれた。これらの累層はオルドビス系堆積層のごく最上部に位置し、腕足動物や三葉虫その他硬い外骨格を持つ動物を含む動物相が支配的であった。1966年にD・A・バサットとハリー・B・ウィッテントンおよびA・ウィリアムズはロンドン地質学会の学術雑誌でヒルナンシアン階の調整を提唱した。これによりヒルナンシアン階はヒルナント石灰岩を一部に持つFoel-y-Ddinas泥岩の全てを含むまでに拡張された。この拡張によりヒルナンシアン階は現在の範囲に至った。
国際層序委員会(ICS)は当初上部オルドビス系を2つの階に区分していた。しかし膨大な調査の後、上の階を1つに纏められるような動物群集は何一つ存在しないと断定され、2003年に公式の国際時代区分にもう一つ階を加えることが決まった。この回はバンクロフトの提唱にちなんでヒルナンシアン階と命名され、2006年には王家湾村セクションがヒルナンシアン階の公式の国際標準模式層断面及び地点(GSSP)に定められた。

## GSSP
ヒルナンシアン階のGSSPは中華人民共和国湖北省宜昌市の42キロメートル北方の王家湾村セクション(北緯30度59分03秒 東経111度25分11秒 / 北緯30.9841度 東経111.4197度)である。これは五峰累層の露頭でLungmachi累層の上に存在しており、前者の層にヒルナンシアン階の基底が含まれている。いずれの層も主に頁岩とチャートから構成されている。基底はフデイシの種 Normalograptus extraordinarius の当該セクションにおける初出現で定義されている。
二次的な示準化石は境界の4センチメートル下に産出するNormalograptus ojsuensi と、39センチメートル上に産出する Hirnantian フォーナである。

## 出来事
オルドビス紀の大量絶滅は、ヒルナンシアン期の間に2回に分けて発生した。一度目の絶滅事変はヒルナンシアン期の初頭に起こり、氷床の形成に伴う海退とその時期が一致している。二度目の絶滅事変は中期に起こり、氷床の融解に伴う海進と時期が一致している。一度目の絶滅事変ではフデイシが、二度目の絶滅事変ではフデイシの生き残りや腕足動物といった底性生物が打撃を受けた。なお2020年には、中国雲南省永善県に分布するオルドビス系とシルル系の完全に連続している境界面を分析した成果、オルドビス紀末の大量絶滅は4億4310万年前から4億4290万年前までの20万年の間に発生したと発表されている。
この大量絶滅に関連して、当時の地層で鉛やヒ素や鉄といった元素が豊富で、リビア砂漠ではプランクトンの奇形も通常の100倍以上の頻度で確認できることから、海洋の富栄養化により海中の酸素が減少して有害な金属イオンが海中に溶け込んだとする説が挙げられている。日本の東北大学などの研究では、中国とアメリカ合衆国の同時代の地層から高濃度の水銀が検出された。当時に起きた大規模な火山活動で水銀が大気中に放出され、火山に由来するエアロゾルが気候の寒冷化そして氷床の発達に寄与したと考えられている。
地球外に大量絶滅の原因を求める仮説もある。2005年にアメリカ航空宇宙局とカンザス大学の研究者は、6000光年以内で起こった超新星爆発に由来するガンマ線バーストが大量絶滅の引き金となったという仮説を提唱した。

## 地層の分布
スウェーデンのダーラナ県から産出するボーダ石灰岩には Hirnantian フォーナに含まれる特徴的な三葉虫と腕足動物が産出しており、種レベルで明確に区別されるA・C・D群集と漸移的なB群集が確認された。このうちB群集とC群集は他地域との比較からヒルナンシアン階の化石と判断されている。同種あるいは近縁種の化石はイギリス・エストニア・カザフスタンなどでも知られている。
中国貴州省の紅花園セクションは標高1300メートルの山の中腹に層厚16メートルで横たわり、中国における同時代の地層では最も堆積速度が速い、すなわち最も厚い記録を持つ。この地層により浅海域でも黒色頁岩が堆積したことが示されており、オルドビス紀 - シルル紀境界に特徴的な炭素同位体比の正シフトも示す。深海域のセクションとの比較研究が要される。